# Hidden Gemz
Hidden Gemz ist eine vierköpfige Hip-Hop-Band aus Wien mit musikalischen Einflüssen aus den Bereichen Rock, Funk und R'n'B.

## Geschichte
Didier Kurazikubone (Vocals), Mateo Schmid (Gitarre) und David Murg (Bass, Keyboard, Vocals) lernten sich bereits in der Unterstufe am Evangelischen Realgymnasium Donaustadt kennen und spielten dort auch gemeinsam in der Schulband. In der Oberstufe kam Jonas Strondl (Schlagzeug) dazu.
Die erste Single Miss Monroe veröffentlichte die Band am 6. Oktober 2023 beim Label Ink Music, das die vier Musiker kurz nach dem Schulabschluss unter Vertrag nahm. Zwei Wochen später stieg der Song auf Platz 15 der FM4 Charts ein. Im Dezember desselben Jahres begleiteten sie Bilderbuch auf ihrer Deutschland-Tour. Bei der 24. Verleihung der Amadeus Austrian Music Awards traten Hidden Gemz zusammen mit Yugo, Donna Savage und Spilif mit einem Hip-Hop-Medley auf. Im Juni traten sie beim Lido Sounds Festival in Linz, im Oktober bei KiezKultur in Hannover auf. Weitere Festivals wurden 2024 gespielt. Bei den Amadeus Austrian Music Awards 2025 war Hidden Gemz in der Kategorie Hip Hop / Urban nominiert (Sieger RAF Camora).
Im Sommer 2024 hat David Murg die Band verlassen. Er wird Live durch Gastmusiker ersetzt.

## Diskografie
EPs
- 2024: The Gemz Mixtape (6 Songs)

Singles
- 2023: Miss Monroe
- 2024: Bright Lights
- 2024: Outside
- 2024: Kill Comfort.